# 17.000.000
17.000.000 – drugi album długogrający zespołu Czerwono-Czarni wydany w 1967 roku, którego nazwa wzięła się od utworu umieszczonego na płycie – napisanego przez Jerzego Millera.

## Lista utworów

### Strona A
| 1. | „Siedemnaście milionów” (sł. J. Miller, muz. W. Kacperski(inne języki)) | 2:47  |
|    |                                                                         |       |
| 2. | „Miłość sprzed lat” (sł. K. Dzikowski, muz. A. Skorupka)                | 2:44  |
|    |                                                                         |       |
| 3. | „To nie moja wina” (sł. K. Winkler, muz. R. Poznakowski)                | 2:35  |
|    |                                                                         |       |
| 4. | „Cygańska wróżba” (sł. M. Karszowa, muz. J. Lech)                       | 2:22  |
|    |                                                                         |       |
| 5. | „Nie o tobie dzisiaj myślę” (sł. J. Kondratowicz, muz. K. Maga)         | 2:58  |
|    |                                                                         |       |
| 6. | „Wilhelm Tell – Beat” (muz. G. Rossini)                                 | 2:17  |
|    |                                                                         |       |
|    |                                                                         | 15:43 |
|    |                                                                         |       |

### Strona B
| 1. | „Kwiatki” (sł. R. Kania, muz. A. Sobolewski)                                            | 2:07  |
|    |                                                                                         |       |
| 2. | „Będziesz tylko w tej piosence” (sł. J. Kondratowicz, muz. K. Maga)                     | 1:54  |
|    |                                                                                         |       |
| 3. | „Nie wystarczy zamknąć drzwi” (sł. K. Dzikowski, muz. K. Maga)                          | 2:58  |
|    |                                                                                         |       |
| 4. | „Bądź poważny choć raz” (sł. K. Winkler i K. Dzikowski, muz. W. Kacperski(inne języki)) | 2:21  |
|    |                                                                                         |       |
| 5. | „Trochę dobrze, trochę źle” (sł. K. Dzikowski, muz. H. Zomerski)                        | 3:39  |
|    |                                                                                         |       |
| 6. | „Pozwólcie śpiewać ptakom” (sł. J. Kondratowicz, muz. R. Poznakowski)                   | 3:07  |
|    |                                                                                         |       |
| 7. | „Big-Beatland” (sł. K. Winkler i K. Dzikowski, muz. H. Klejne)                          | 2:10  |
|    |                                                                                         |       |
|    |                                                                                         | 18:16 |
|    |                                                                                         |       |

## Wykonawcy
- Katarzyna Sobczyk – śpiew (A2, B4)
- Karin Stanek – śpiew (A3, B2, B7)
- Toni Keczer – śpiew (A1, B3)
- Jacek Lech – śpiew (A4, B5, B6)
- Henryk Fabian – gitara rytmiczna, śpiew (A5, B1)
- Klaudiusz Maga – fortepian, organy gitara rytmiczna, śpiew (B2)
- Tadeusz Mróz – gitara prowadząca
- Henryk Zomerski – gitara basowa
- Ryszard Gromek – perkusja

## Wydania
- 1967 – Polskie Nagrania Muza LP
- 1984 – Polskie Nagrania Muza LP
- 2000 – Yesterday CD
- 2002 – Yesterday CD